# Allan Miller
Allan Miller (Brooklyn (New York), 14 februari 1929) is een Amerikaans acteur.

## Carrière
Miller begon in 1967 met acteren in de televisieserie The Edge of Night. Hierna heeft hij nog meerdere rollen gespeeld in televisieseries en films zoals One Life to Live (1968-1972), Cruising (1980), Soap (1980-1981), Knots Landing (1980-1982), Brewster's Millions (1985), General Hospital (1987-1988), Warlock (1989) en Murder, She Wrote (1985-1995).
Miller heeft ook les gegeven in acteren aan de Actor's Studio in New York, zo heeft hij les gegeven aan Barbra Streisand, Dustin Hoffman, Meryl Streep en Geraldine Page.

## Filmografie

### Films
Selectie:
- 1989 Warlock – als rechercheur
- 1985 Brewster's Millions – als politieke radionieuwslezer
- 1984 Star Trek III: The Search for Spock – als alien
- 1981 Miracle on Ice – als Kaminsky
- 1980 Cruising – als hoofd van recherche

### Televisieseries
Uitgezonderd eenmalige gastrollen.
- 2001 – 2002 Family Law – als rechter Marlon Katz – 2 afl.
- 1992 L.A. Law – als rechter Ronald Kelton – 2 afl.
- 1990 Santa Barbara – als Harland Rchards - 26 afl.
- 1989 Heartbeat – als Lyle Freelander – 2 afl.
- 1987 – 1988 21 Jump Street – als dr. Enlow – 2 afl.
- 1987 – 1988 General Hospital – als Quentin Quartermaine - 16 afl.
- 1985 Dallas – als Frederick Hoskins – 3 afl.
- 1982 – 1983 Archie Bunker's Place – als Barry Rabinowitz – 4 afl.
- 1981 Quincy, M.E. – als Jeff Knight - 2 afl.
- 1980 – 1982 Knots Landing – als Scooter Warren – 7 afl.
- 1981 Nero Wolfe – als inspecteur Cramer – 12 afl.
- 1980 – 1981 Soap – als dr. Alan Posner – 9 afl.
- 1980 Galactica 1980 – als kolonel Sydell - 3 afl.
- 1978 Pearl – als Harrison – 3 afl.
- 1978 The Word – als dr. Oppenheim – 4 afl.
- 1978 A.E.S. Hudson Street – als dr. Glick – 5 afl.
- 1968 – 1972 One Life to Live – als Dave Siegel - 5 afl.
- 1967 The Edge of Night – als Frank Pryor - ? afl.

- International Standard Name Identifier: 0000 0000 2344 2267
- Library of Congress Control Number: n82125946
- Nationale Bibliotheek van Israël: 987007345063205171
- Nederlandse Thesaurus van Auteursnamen: 36277742X
- Virtual International Authority File: 60435086
- WorldCat: E39PBJqw7tbBt6bBDdHq7TVV4q